# Fundusz sołecki
Fundusz sołecki – środki wyodrębnione z budżetu gminy, zagwarantowane na realizację przedsięwzięć służących poprawie życia mieszkańców. Podstawą prawną jego funkcjonowania jest Ustawa z dnia 21 lutego 2014 r. o funduszu sołeckim (Dz.U. z 2014 r. poz. 301, z późn. zm.), która weszła w życie 20 marca 2014 r. zastępując Ustawę o funduszu sołeckim z 20 lutego 2009 roku (Dz.U. z 2009 r. nr 52, poz. 420, z późn. zm.), która weszła w życie 1 kwietnia 2009 roku.

## Wyodrębnienie funduszu
Aby sołectwo otrzymało pieniądze, rada gminy musi podjąć uchwałę o wyodrębnieniu funduszu sołeckiego do 31 marca roku poprzedzającego rok, w którym wydatkowane zostaną środki (na przykład: uchwałę o wyodrębnieniu funduszu sołeckiego na rok 2011 trzeba było podjąć do 31 marca roku 2010). Pieniądze te są wyodrębniane z budżetu gminy, zaś kwota przypadająca na dane sołectwo obliczana jest na podstawie wzoru przedstawionego w ustawie. Kwoty dla poszczególnych sołectw przedstawia wójt, burmistrz lub prezydent do 31 lipca roku poprzedzającego rok, w którym poniesione zostaną wydatki.
Wyodrębnienie funduszu nie jest obligatoryjne. Liczba gmin, w których stworzono fundusz wyniosła 55% w latach 2009-2013, 65% w 2015 roku i 68% w 2016 roku.

## Wysokość środków dla sołectw
Wysokość środków przeznaczonych na konkretne sołectwo oblicza się na podstawie wzoru:
F = ( 2 + Lm / 100 ) x Kb, w którym poszczególne symbole oznaczają:
F – wysokość środków przeznaczonych na dane sołectwo (nie może być jednak wyższa niż dziesięciokrotność Kb).
Lm – liczba mieszkańców sołectwa według stanu na ostatni dzień czerwca roku poprzedzającego rok, w którym poniesione zostaną wydatki (na przykład: przy ustalaniu kwoty funduszu sołeckiego na rok 2011 brano pod uwagę liczbę mieszkańców na dzień 30 czerwca 2010 roku). Liczbę mieszkańców określa się na podstawie prowadzonego przez gminę zbioru danych stałych mieszkańców.
Kb – kwota bazowa obliczana jako iloraz wykonanych dochodów bieżących gminy, o których mowa w przepisach o finansach publicznych oraz liczby mieszkańców zamieszkałych na obszarze gminy z 31 grudnia roku poprzedzającego o dwa lata rok poniesienia wydatków (na przykład: kwotę funduszu sołeckiego na rok 2011 ustalono na podstawie danych o liczbie ludności z 31 grudnia 2009 roku). Liczba mieszkańców jest ustalana przez prezesa Głównego Urzędu Statystycznego.

## Wniosek
O tym na co zostaną przeznaczone środki w konkretnym sołectwie decydują mieszkańcy głosując w trakcie zebrania wiejskiego. Projekt wniosku dotyczący funduszu sołeckiego może złożyć sołtys, rada sołecka lub 15 pełnoletnich mieszkańców sołectwa. Uchwała zebrania wiejskiego dotycząca wniosku musi zostać dostarczona wójtowi, burmistrzowi lub prezydentowi do 30 września roku poprzedzającego rok, w którym poniesione zostaną wydatki. Aby przedsięwzięcie mogło być zrealizowane w ramach funduszu sołeckiego, musi spełniać trzy warunki:
- służyć poprawie życia mieszkańców
- należeć do zadań własnych gminy
- być zgodne ze strategią rozwoju gminy.

Aby wniosek o dofinansowanie z funduszu sołeckiego był poprawny, musi zawierać:
1. wskazanie przedsięwzięć do realizacji na terenie danego sołectwa;
2. oszacowanie kosztów realizacji planowanych przedsięwzięć;
3. koszty przedsięwzięć muszą mieścić się w limicie środków przeznaczonych dla danego sołectwa;
4. uzasadnienie, w którym należy przede wszystkim wskazać w jaki sposób realizacja danego przedsięwzięcia przyczyni się do poprawy warunków życia mieszkańców danego sołectwa.

Wniosek ponadto musi być złożony we właściwym terminie (do 30 września każdego roku na rok następny). Jeśli wójt uzna, że wniosek nie spełnia powyższych wymogów, w ciągu 7 dni od dnia jego otrzymania informuje o tym sołtysa.
Sołtys może w ciągu 7 dni podtrzymać wniosek sołectwa. Jeżeli wniosek zostaje zaakceptowany, rada gminy podejmuje uchwałę o włączeniu przedsięwzięć finansowanych ze środków funduszu sołeckiego do budżetu gminy. Przedsięwzięcia finansowane ze środków funduszu sołeckiego są wykonywane w ramach budżetu gminy i ich przyjęcie do realizacji, a następnie wykonanie odbywa się w oparciu o ogólnie obowiązujące przepisy dotyczące gospodarki finansowej gminy.

## Kwota zwrotu
Dodatkową zachętą dla gmin do wyodrębniania funduszu sołeckiego jest możliwość otrzymania zwrotu części poniesionych wydatków z budżetu państwa. Zgodnie z zapisami Ustawy o funduszu sołeckim, w budżecie państwa zagwarantowane są środki na ten cel. Zwrot może dotyczyć 10, 20 lub 30% poniesionych kosztów (zgodnie z Ustawą z dnia 21 lutego 2009 roku o funduszu sołeckim) lub 20, 30 lub 40% (po wejściu w życie Ustawy z dnia 20 lutego 2014 roku o funduszu sołeckim, zastępującej ustawę z 2009 roku), zależnie od zamożności gminy, która zdecydowała się wyodrębnić fundusz sołecki – największy procentowo zwrot otrzymają gminy najbiedniejsze.

## Fundusz sołecki w mieście
Ustawa o funduszu sołeckim umożliwia wyodrębnienie funduszu jedynie dla jednostek pomocniczych jakimi są sołectwa. Nie ogranicza to jednak stosowania funduszu sołeckiego jedynie do terenów wiejskich. W 2013 roku w 11 gminach miejskich funkcjonowało 49 sołectw. W sześciu gminach miejskich w 2013 roku podjęta została uchwała o wyodrębnieniu funduszu sołeckiego na 2014 r. Były to Miasteczko Śląskie, Orzesze, Jastrzębie-Zdrój, Krasnystaw, Czarna Woda oraz Zawiercie.
Jedynym miastem wojewódzkim, w którym wyodrębnia się fundusze sołeckie, jest Zielona Góra, gdzie możliwość ta została zachowana dla sołectw włączonych w granice miasta z początkiem 2015 roku (dzielnica Nowe Miasto).